# Guffey (Colorado)
Pour les articles homonymes, voir Guffey.
Guffey est une localité américaine située dans le comté de Park, dans l’État du Colorado, à une altitude de 2 639 m.

## Démographie
| 2000 | 2010 | - | - | - | - |
| ---- | ---- | - | - | - | - |
| 56   | 98   | - | - | - | - |